# Laucienes pagasts
Lauciene ist eine Gemeinde im Bezirk Talsi im westlichen Lettland, in der Region Kurland (lettisch: Kurzeme). Das Zentrum bildet das Dorf Lauciene. Andere Siedlungen sind Pļavas (Plawen) mit 149 Einwohnern, Odre (Odern) mit 41 Einwohnern, Šķēde (Scheden) mit 197 Einwohnern und Garlene (Gargeln) mit 25 Einwohnern (Stand 2021).

## Sehenswürdigkeiten

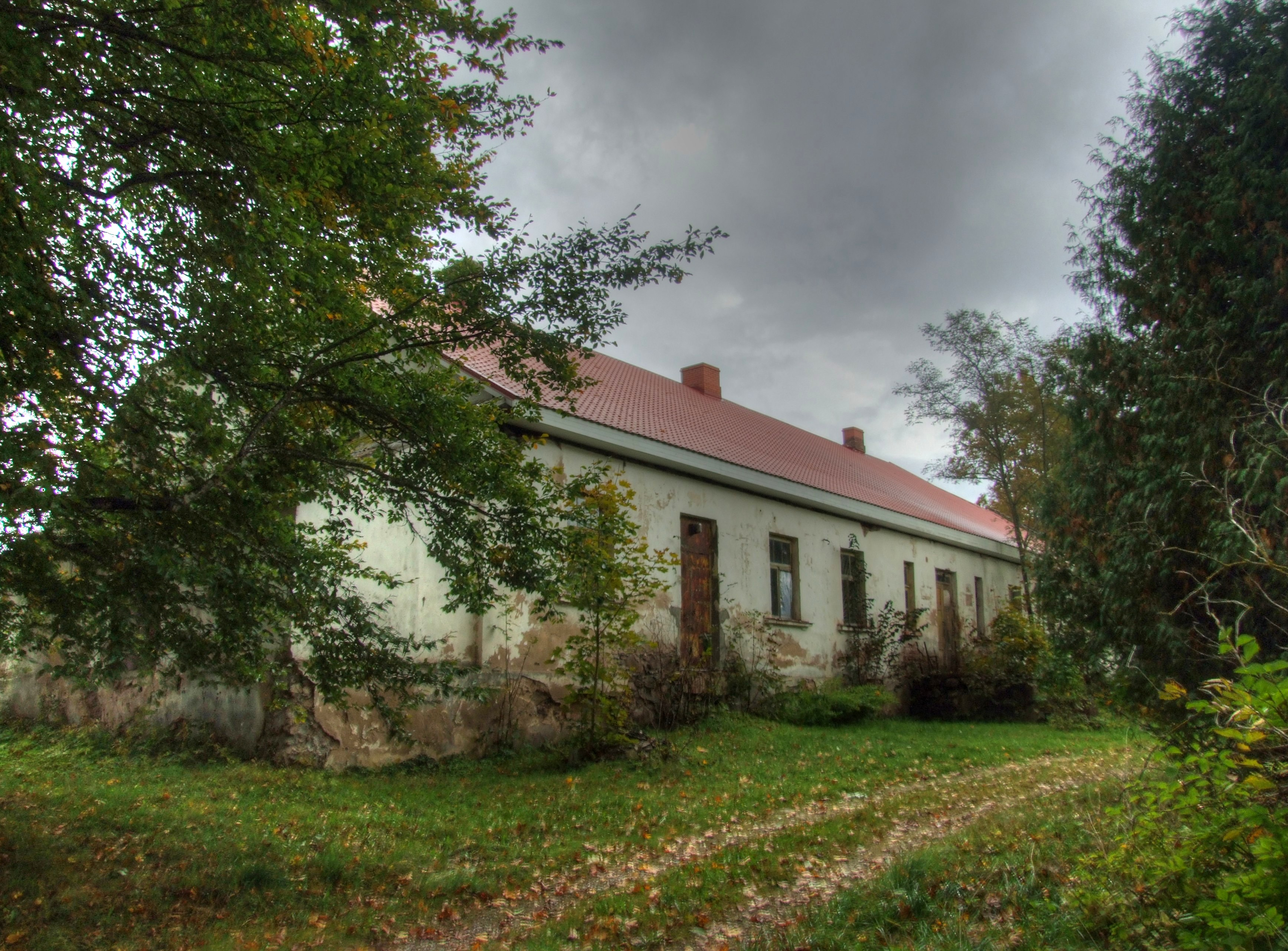
Herrenhaus Gargeln in Garlene
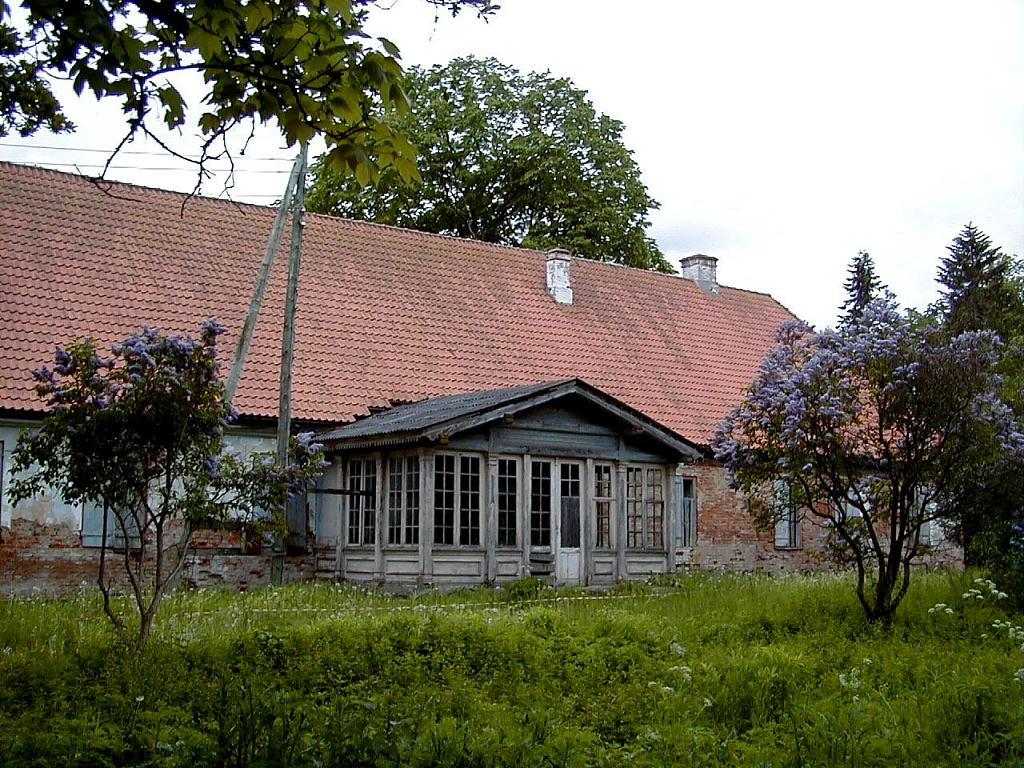
Herrenhaus Okten in Okte, bis zur Verstaatlichung 1920 Eigentum des Adelsgeschlechts Fircks
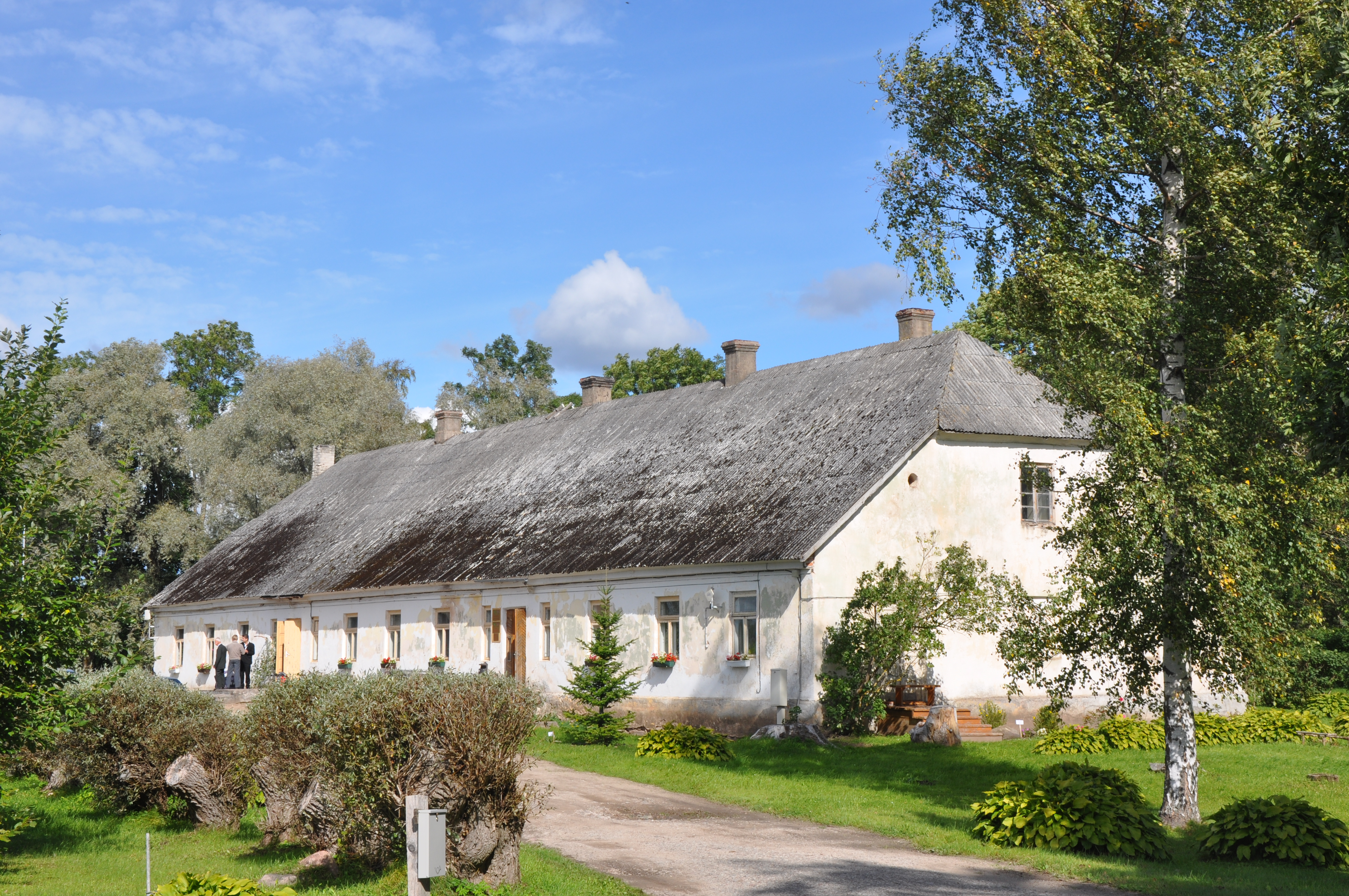
Herrenhaus Plawen (Pļavmuiža) aus dem 19. Jahrhundert, heute Schule, Volkshaus und Bibliothek
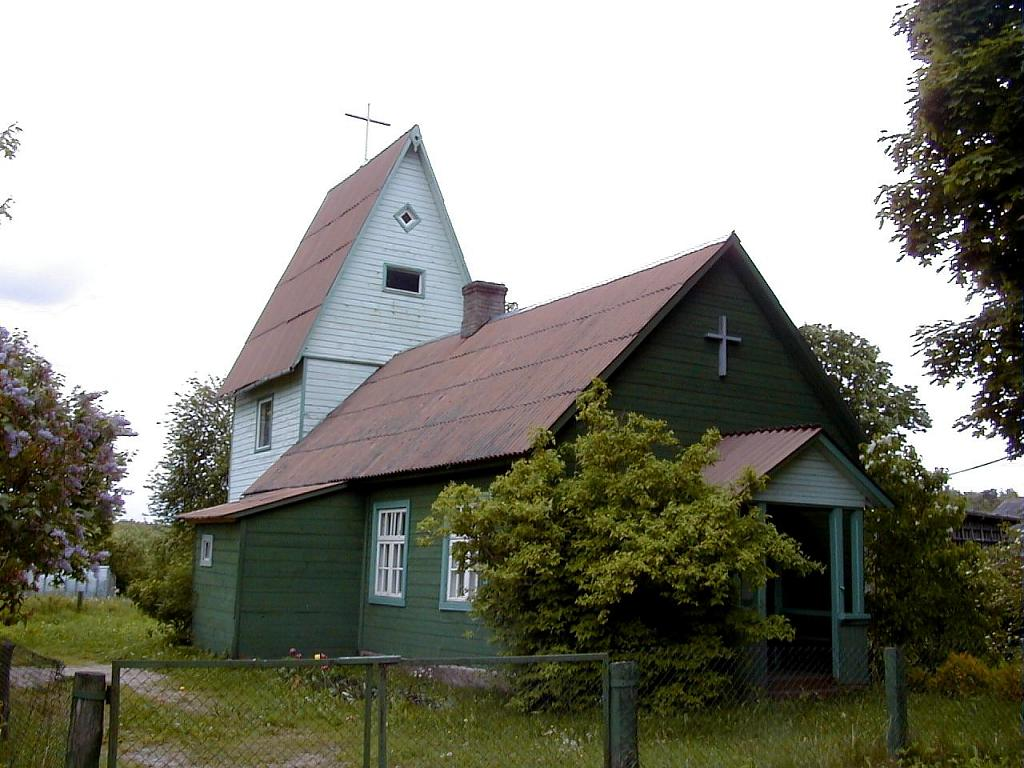
Baptistenkirche in Pļavas